# Didimoticho (gmina)
Didimoticho (gr. Δήμος Διδυμοτείχου, Dimos Didimotichu) – gmina w Grecji, w administracji zdecentralizowanej Macedonia-Tracja, w regionie Macedonia Wschodnia i Tracja, w jednostce regionalnej Ewros. W 2011 roku liczyła 19 493 mieszkańców. Powstała 1 stycznia 2011 roku w wyniku połączenia dotychczasowych gmin Didmoticho i Metaksades. Siedzibą gminy jest Didimoticho.